# Stella (torrente)
Lo Stella è un torrente italiano che scorre nella Toscana settentrionale.

## Percorso
Geograficamente nasce in località La Serrina , nel comune di Serravalle Pistoiese. Con la stagione secca, questa sorgente si limita ad una piccola pozza senza però dare portata. La reale sorgente è molto più in basso ai 43.9106N 10.8325E. Da lì inizia il corso con una portata apprezzabile. La Stella - dopo 300 metri in linea d'aria - s'immette nel lago Verde. In estati particolarmente siccitose il corso  prima di immettersi nel lago, può essere del tutto asciutto. Il suo principale affluente è il Rio Vinacciano che confluisce nella Stella a Stazione Masotti. Questo rio, per il suo ampio bacino pluviale, può portare un gran volume d'acqua. Così si  generano nel torrente delle piene che possono allagare le zone di Ponte Stella e Pontassio. Il torrente scorre nei comuni di Serravalle Pistoiese e Quarrata ed infine si getta nell'Ombrone Pistoiese in località Bocca di Stella al confine tra i comuni di Quarrata e Carmignano.

## Caratteristiche
Ha un regime marcatamente torrentizio nel primo tratto precedente il comune di Pistoia, ed è ricco di fauna ittica (trote, cavedani, soprattutto carpe).

Tuttavia qui l'alveo, meno in pendenza, trattiene un buon quantitativo di acque e nonostante tutto vi è una buona presenza di ciprinidi quali carassi, tinche, scardole, carpe a specchi.
La sua lunghezza totale è di circa 22 km.